# À fond d'train
Pour les articles homonymes, voir À fond.
Albums par Plume Latraverse
Autopsie canalisée
(1983) Les Mauvais Compagnons (Métaphormoses II)
(1984)
À fond d'train Live est un album live du groupe Offenbach avec Plume Latraverse, enregistré le 17 septembre 1983 au Forum de Montréal et sorti la même année. Pierre Flynn, du groupe Octobre, est aux claviers avec les Mauvais Compagnons accompagnant Plume durant ses performances.

## Liste des pistes
| No  | Titre                                  | Auteur                                                     | Durée |
| --- | -------------------------------------- | ---------------------------------------------------------- | ----- |
| 1.  | Pot-pourri : Le souff' du Yâb          | Plume                                                      | 11:31 |
|     | La bienséance                          | Plume, Stephen Faulkner                                    |       |
|     | La ballade des caisses de 24           |                                                            |       |
|     | Tango Pital                            |                                                            |       |
|     | Les concaves                           | Plume, Normand Grégoire                                    |       |
|     | Chambre à louer                        | Carlos Labrosse                                            |       |
|     | Salut Trenet!                          |                                                            |       |
|     | Pleine lune                            | Plume, Faulkner                                            |       |
|     | La 20                                  |                                                            |       |
|     | La p'tite vingnenne pis l'gros torrieu |                                                            |       |
|     | Chien fou                              |                                                            | 5:31  |
|     | Dis-moé                                |                                                            | 3:07  |
| 2.  | Ma porte de shed                       | Plume, Faulkner                                            | 5:47  |
| 3.  | Marie-Lou                              | Cyril Lepage                                               | 4:13  |
| 4.  | Ayoye                                  | André Saint-Denis, Gerry Boulet                            | 6:37  |
| 5.  | Mes blues passent pu dans porte        | Breen LeBoeuf, Gerry Boulet, Pierre Huet                   | 4:40  |
| 6.  | J'ai l'rock'n'roll pis toé             | McGale, Huet                                               | 4:47  |
| 7.  | Rock de v'lours                        | St-Denis, LeBoeuf, McGale                                  | 3:17  |
| 8.  | Les eaux qui dorment                   | McGale, Huet                                               | 3:31  |
| 9.  | Chat sauvage                           | McGale, Huet                                               | 3:19  |
| 10. | Pot-pourri : Ma partie est à terre     | Boulet, Gravel, Michel Lamothe, Pierre Harel, Denis Belval | 6:25  |
|     | Chu un rocker                          | Chuck Berry, Harel                                         |       |
|     | Dominus vobiscum                       | St-Denis, Harel                                            |       |
|     | Québec Rock                            | Boulet, Gravel, Lamothe, Belval                            |       |
| 11. | La grande finale : Le train du nord    | Félix Leclerc                                              | 18:46 |
|     | Le blues de la bêtise humaine          |                                                            |       |
|     | Câline de blues                        | Boulet, Gravel, Lamothe, Belval, Harel                     |       |
|     | Let's Twist Again                      | Dave Appel, Kal Mann                                       |       |
|     | Night Train                            | Jimmy Forrest, Lewis Simpkins, Oscar Washington            |       |
|     | Le train du nord (Reprise)             |                                                            |       |

## Personnel
- Offenbach :
  - Gerry Boulet : Chant, orgue Hammond, piano, saxophone, guitare
  - Johnny Gravel : Guitares, chœurs
  - John McGale : Chant, guitares, flûte traversière, orgue
  - Breen Leboeuf : Chant, basse, piano
  - Pat Martel : Batterie

- Plume et Les Mauvais Garçons :
  - Plume Latraverse : Chant, guitares
  - Jean-Claude Marsan : Guitares, chœurs
  - Denis "Shôlê" Masson : Basse
  - Pierre Flynn alias Dracul :  Claviers, chœurs
  - Ysengourd Knörh : Batterie